# Wjatscheslaw Brjuchowezkyj

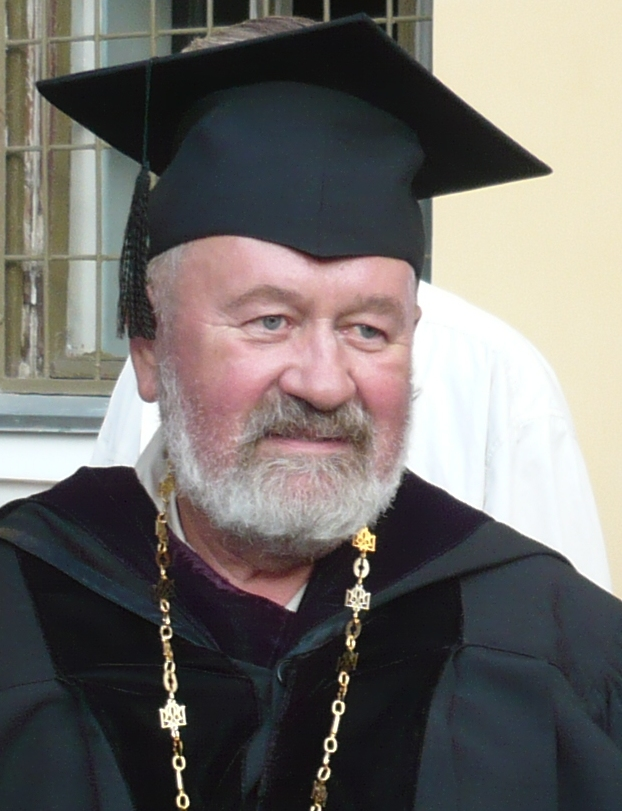
Wjatscheslaw Brjuchowezkyj 2009

Wjatscheslaw Stepanowytsch Brjuchowezkyj (* 14. Juli 1947 in Dsaudschikau, Nordossetische ASSR, Sowjetunion) ist ein ukrainischer Philologe, Literaturkritiker, ehemaliger Rektor und seit 2007 Ehrenpräsident der Nationalen Universität Kiew-Mohyla-Akademie in Kiew.

## Leben
Wjatscheslaw Brjuchowezkyj kam in der Hauptstadt der heutigen Republik Nordossetien-Alanien zur Welt und zog mit seinen Eltern kurze Zeit später ins ukrainische Tscherkassy, wo er auch zur Schule ging. 1966 absolvierte er ein Studium zum Ernährungstechniker am Institut für Lebensmittelindustrie in Smila und arbeitete anschließend unter anderem in Odessa. In den Jahren 1967/68 leistete er seinen Wehrdienst in der Roten Armee und wurde 1968 Mitglied der KPdSU, was er bis 1990 blieb. Zwischen 1973 und 1976 war er Korrespondent und Leiter der Kritik der Zeitung „Literatur Ukraine“ und studierte bis 1974 Journalismus an der Fakultät für Journalistik der Nationalen Taras-Schewtschenko-Universität Kiew.
Brjuchowezkyj ist seit 1980 Kandidat der pädagogischen Wissenschaften und seit 1986 Doktor der Philologie. Von 1982 bis 1990 leitete Brjuchowezkyj die Abteilung der Literaturtheorie am Literaturinstitut der Akademie der Wissenschaften der Ukraine. 1982 wurde er Mitglied des Nationalen Schriftstellerverbandes der Ukraine.
1989 war er einer der Initiatoren der Volksbewegung der Ukraine.
In den Jahren 1989/90 unterrichtete er als Gastprofessor an der Rutgers University in den Vereinigten Staaten und der Universität im kanadischen Manitoba. Ab 19. September 1991 war er Rektor, ab 1994 Präsident und ab 2007 Ehrenpräsident der Nationalen Universität Kiew-Mohyla-Akademie.
2005 wurde Brjuchowezkyj Mitglied der Kommission zur Verleihung des Taras Schewtschenko-Nationalpreises der Ukraine und im Jahr 2006 war er kurzzeitig als Kandidat der Partei Unsere Ukraine Abgeordneter des Kiewer Stadtrates. Außerdem ist er Mitglied der Nationalen Kommission der Ukraine für die UNESCO. Brjuchowezkyj ist Autor von über 400 Publikationen, darunter 7 Bücher.

## Ehrungen
Wjatscheslaw Brjuchowezkyj erhielt zahlreiche Ehrungen. Darunter:
- 1995 Antonowytsch-Preis
- 1998 Orden des Heiligen Wladimir des Großen der Ukrainisch-Orthodoxen Kirche
- 1999 Verdienstorden der Ukraine 3. Klasse[2]
- 2005 Verdienstkreuz der Republik Polen
- 2007 Held der Ukraine[2]